# Kylie Jenner

Kylie Kristen Jenner (10. kolovoza 1997.) je američka medijska osoba, model, poduzetnica i zvijezda Instagrama koju prati 400 milijuna pratitelja. Sudjelovala je u reality showu "Keeping Up with the Kardashians". Trenutno sudjeluje u reality show-u The Kardashians. Osnivačica je i vlasnica tvrtki Kylie Cosmetics, Kylie Skin, Kylie Swim, Kylie Baby i Khy. Majka je dvoje djece. Ima kći Stormi i sina Aira s reperom Travis Scottom.

## Životopis
Otac joj je Caitlyn Jenner (transrodna osoba), te je sudionik (kao Bruce Jenner) Olimpijskih igara 1976., a majka Kris Jenner je televizijska zvijezda. 
Godine 2012., surađivala je s robnom markom PacSun, sa svojom sestrom Kendall, i kreirala odjeću "Kendall & Kylie". 2015. godine Kylie je lansirala vlastitu kozmetičku liniju pod nazivom Kylie Lip Kits, koju je sljedeće godine preimenovana u Kylie Cosmetics. Također je izdala mobilnu aplikaciju koja je dostigla broj jedan na iTunes App Storeu. Tijekom 2014. i 2015. godine časopis Time je na popisu najutjecajnijih tinejdžera na svijetu naveo sestre Jenner, navodeći njihov značajan utjecaj među mladima na društvenim mrežama. Godine 2017., Kylie je stavljena na listu Forbes Celebrity 100, što ju je učinilo najmlađom osobom na popisu. Glumila je u vlastitoj spin-off seriji, Life of Kylie, koja je premijerno prikazana na E! 6. kolovoza 2017.

Prema časopisu Forbes, njena neto vrijednost procjenjuje se na milijardu američkih dolara, što je s 21 godinom čini najmlađom milijarderkom na svijetu od ožujka 2019.

U studenom 2018. New York Post joj je pripisao priznanje za najutjecajniju slavnu osobu u modnoj industriji.                                                       
Kći je oca Brucea Jennera (Caitlyn Jenner) i majke Kristen Jenner. Bruce je pobjednik na ljetnim olimpijskim igrama 1976., a njezina je majka poznata kao javna osoba. Dijete je iz velike obitelji sa sestrom Kendall Jenner, polusestrama Kim Kardashian, Khloé Kardashian, Kourtney Kardashian, Casey Jenner, polubraćom Brodyjem Jennerom, Burtom Jennerom, Brandonom Jennerom i Robertom Kardashianom. 

## Vanjske poveznice
- You tube kanal
- #1990 Kylie Jenner, Forbes.com
- Instagram
- Kylie Jenner: the billion-dollar face every teenager wants, The Times